# Astèrix: La residència dels déus
Astèrix: la residència dels déus (títol original en francès, Astérix: Le Domaine des dieux) és una pel·lícula francobelga d'animació per ordinador estrenada el 2014 i dirigida per Alexandre Astier i Louis Clichy. La història és una adaptació del dissetè àlbum de la sèrie d'Astèrix el gal La residència dels déus, amb guió original de René Goscinny i il·lustracions d'Albert Uderzo.
La pel·lícula va ser la primera cinta animada d'Astèrix en 3D i va comptar amb les veus de Roger Carel, Guillaume Briat, Lionnel Astier, Serge Papagalli i Florence Foresti.
Es va estrenar el 26 de novembre de 2014 a 696 cinemes de tot França i va arribar a les cartelleres catalanes en català el 30 d'abril de 2015. La crítica generalitzada va ser favorable a la pel·lícula i va ingressar més de $34 milions amb un pressupost de €31 milions. Va rebre una nominació als Premis IFMCA per la seva banda sonora.

## Argument
Cèsar ha trobat una nova manera de sotmetre els irreductibles gals: construir un barri residencial romà, "La Residència dels Déus", en el bosc que envolta el poblet gal d'Astèrix i Obèlix. El seu propòsit és seduir els vilatans i forçar-los a adaptar la manera de viure de Roma. Els gals s'hi enfronten i retarden la urbanització del seu bosc replantant-lo amb màgia cada dia. Tanmateix, al poblat estan acostumats a enfrontar-se a legionaris, però no a civils. Així, quan els arquitectes romans acaben construint la residència i els primers civils romans apareixen pel poblat, la vil·la es veu sacsejada pels nous veïns. Encara que els mètodes tradicionals dels gals funcionen en un primer temps per allunyar als romans, aviat Astèrix i Obèlix s'adonen que cal buscar una estratègia diferent per fer fracassar el nou pla de Cèsar. Amb l'ajuda de Panoràmix creen tempestes i pluges dins la Residència, sorolls escandalosos i olors desagradables. Malgrat tot, als romans els agrada la vil·la i els seus costums, i són reticents a deixar-la. A més, els mateixos gals, a poc a poc, es veuen atrets per les novetats que els romans els ofereixen. L'abandonament silenciós del poblat per part dels seus mateixos habitants fa que Cèsar estigui exultant pel gran èxit del seu pla. Però, quan els gals descobreixen que el poblat serà arrasat per la legió romana, aviat s'adonen que han d'unir-se i reprendre les armes. La unitat de tot el poble contra la legió, aconsegueix foragitar-los de nou i recuperar l'espai perdut del bosc.

## Repartiment
| Personatge         | Veu en francès         | Veu en català     |
| ------------------ | ---------------------- | ----------------- |
| Astèrix            | Roger Carel            | Xavier de Llorens |
| Obèlix             | Guillaume Briat        | Jordi Royo        |
| Panoràmix          | Bernard Alane          | Fèlix Benito      |
| Copdegarròtix      | Serge Papagalli        | Toni Sevilla      |
| Esautomàtix        | Arnaud Leonard         | Ramon Canals      |
| Ordrealfabètix     | François Morel         | Domènec Farell    |
| Edatdepèdrix       | Laurent Morteau        | Jordi Vila        |
| Juli Cèsar         | Phillipe Morier-Genoud | Jordi Boixaderas  |
| Englaigus          | Lorant Deustch         | Roger Pera        |
| senador Prospectus | Alain Chabat           | Quim Roca         |
| centurió           | Alexandre Astier       | Alfonso Vallés    |
| Cúbitus            | Elie Semoun            | Aleix Estadella   |
| Veus addicionals   | Veu                    | Roser Aldabó      |
| Veus addicionals   | Veu                    | Marta Ullod       |

## Guardons
| Premi        | Categoria                                         | Nominat        | Resultat |
| ------------ | ------------------------------------------------- | -------------- | -------- |
| Premis IFMCA | Millor banda sonora per una pel·lícula d'animació | Philippe Rombi | Nominat  |